# 愛は夢の中に
「愛は夢の中に」（原題： I Won't Last a Day Without You）は、ポール・ウィリアムズが作曲、ロジャー・ニコルズが作詞した楽曲。カーペンターズのヒット曲として知られる。

## カーペンターズによるバージョン
1972年6月13日に発表したアルバム『ア・ソング・フォー・ユー』に収録された。それから2年後の1974年3月25日、トニー・ペルーソのギターを新たに付け加え、シングルA面曲として発売された。B面は1971年のアルバム『カーペンターズ』に収録されていた「ワン・ラヴ」。
同年5月25日付のビルボード・Hot 100で11位を記録した。ビルボードのイージーリスニング・チャートにおいては1位を記録し、全英シングルチャートで9位を記録した。

## 他アーティストによるバージョン
- ポール・ウィリアムズ - 1972年のアルバム『ライフ・ゴーズ・オン』に収録。
- ダイアナ・ロス - 1973年のアルバム『タッチ・ミー・イン・ザ・モーニング』に収録。
- モーリン・マクガヴァン - 1973年のアルバム『モーニング・アフター』に収録。
- セルジオ・メンデス&ブラジル '77 - 1973年のアルバム『Love Music』に収録。
- バーブラ・ストライサンド - 1974年のアルバム『バタフライ』に収録。
- アンディ・ウィリアムス - 1974年のアルバム『追憶』に収録。
- フリーダ・ペイン - 1974年のアルバム『Payne & Pleasure』に収録。
- オフコース - 1974年のライブ・アルバム『秋ゆく街で』に収録。
- ハービー・マン - 1975年のアルバム『Discothèque』に収録。
- THE SQUARE - 1978年のデビュー・アルバム『Lucky Summer Lady』に収録。
- カーメン・マクレエ - 1980年のアルバム『I'm Coming Home Again』に収録。
- サリナ・ジョーンズ - 2001年のアルバム『Those Eyes』に収録。
- 椎名林檎&宇多田ヒカル - 2002年のアルバム『唄ひ手冥利〜其ノ壱〜』に収録。
- ローナン・キーティング - 2009年のアルバム『ウィンター・ソングズ』に収録。
- いであやか - 2014年のシングル。